# Amphitheater von Martigny

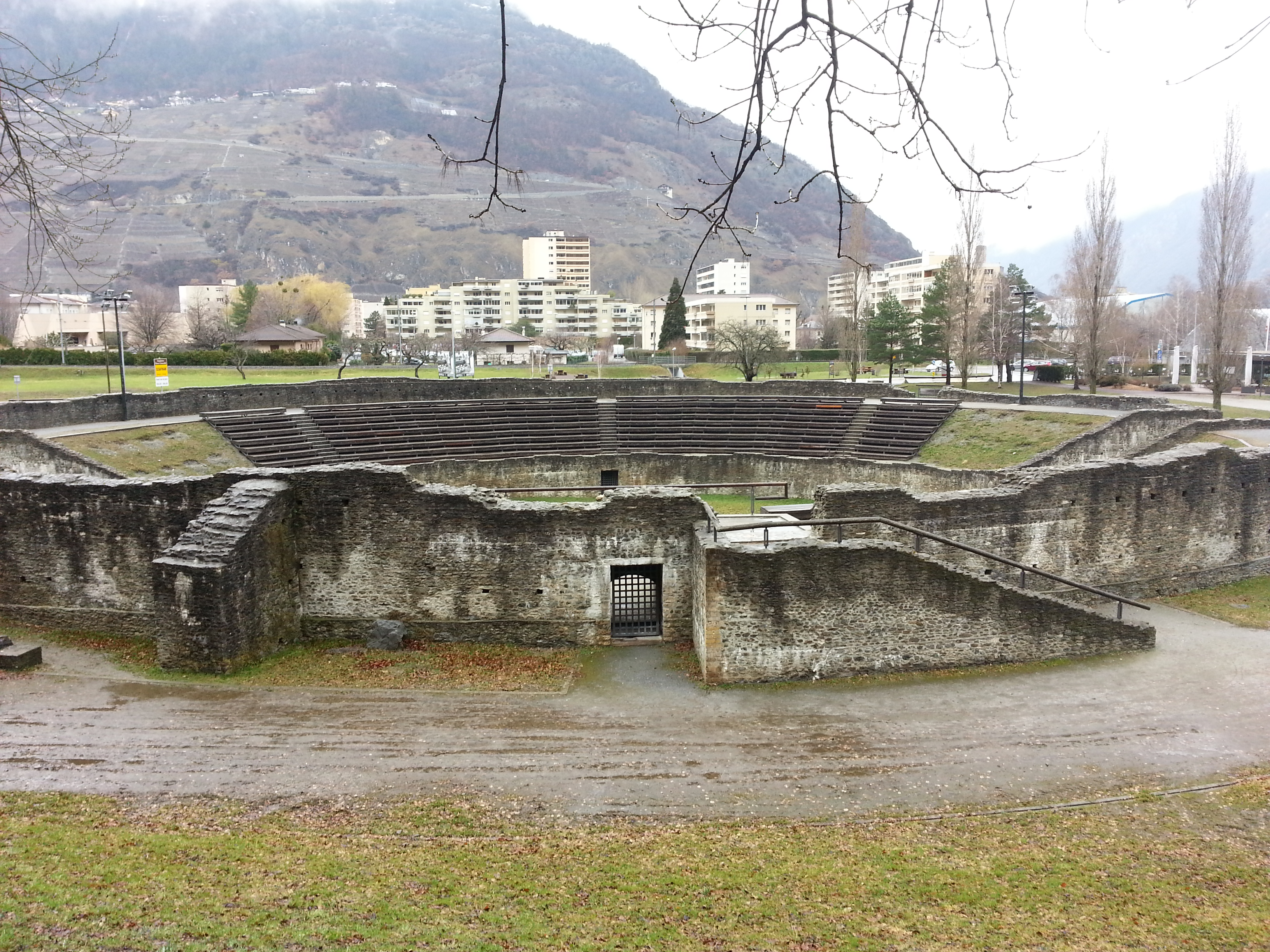
Amphitheater Martigny

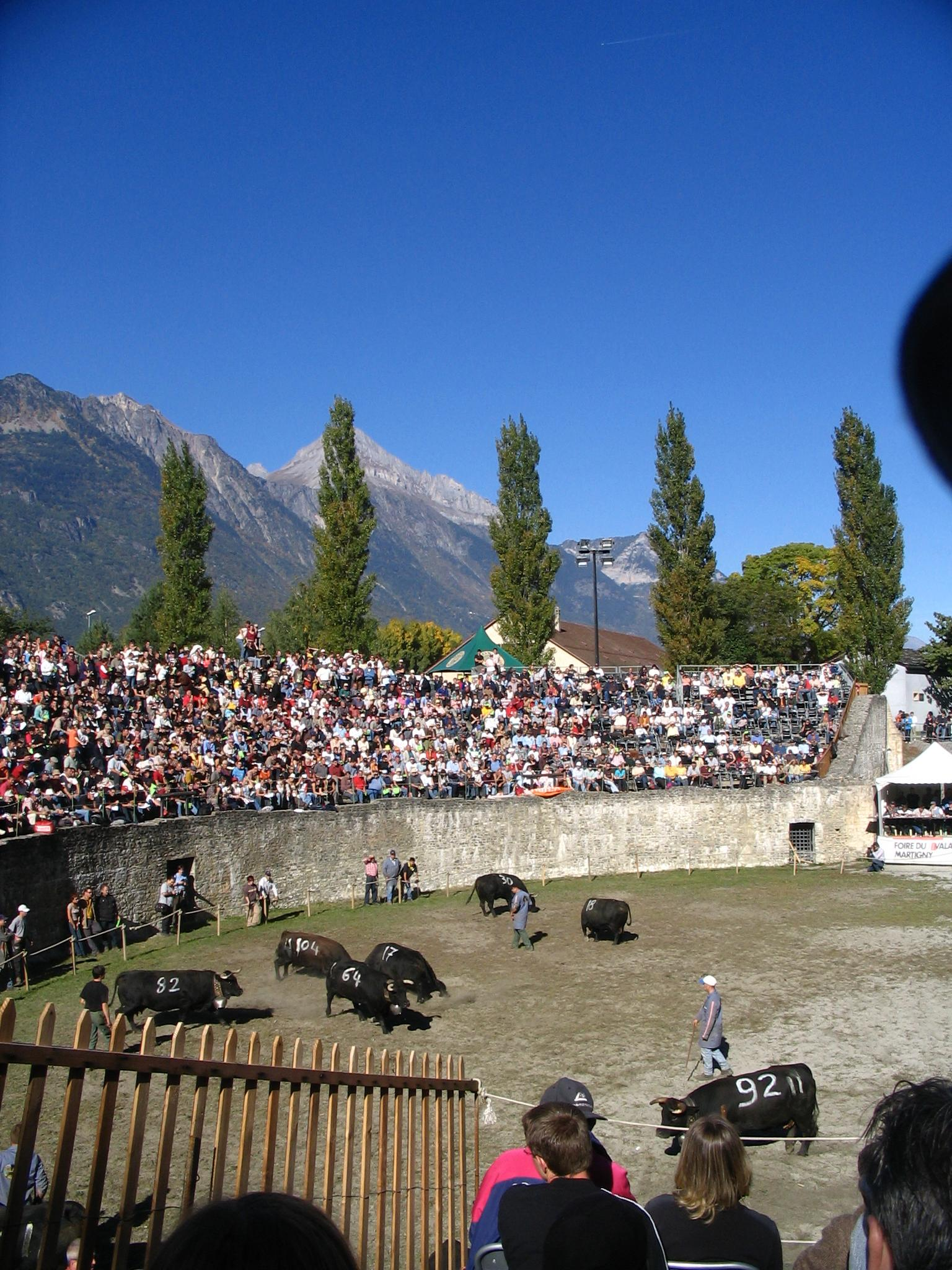
Kuhkampf an der Foire du Valais (Walliser Messe)

Das Amphitheater von Martigny wurde zu Beginn des zweiten nachchristlichen Jahrhunderts in der römischen Stadt Forum Claudii Vallensium, Hauptort des damaligen Vallis Poenina in Germania superior, dem heutigen Martigny im Schweizer Kanton Wallis, errichtet. Der Bau stammt sehr wahrscheinlich aus der Regierungszeit des Kaisers Trajan.
Mit Ausmassen von 75,5 × 63,7 Metern ist dies ein kleines Amphitheater. Wie bei allen sechs bis heute in der Schweiz bekannten Bauwerken dieser Art handelt es sich um eine reine Erdanlage, deren Mauerstrukturen nur zur Abstützung des Erdreichs unter den aufsteigenden Zuschauerrängen und zur Anlegung der Zugänge dienten. Die Cavea, d. h. die Zuschauerränge, bestand ausschliesslich aus dem Abhang, der bei der Errichtung der Arena entstanden war. Das Pulvinar auf der südöstlichen Seite, eine Loge für die Magistraten, war über einen gewölbten Gang erreichbar. Der Bau bot etwa 5000 Zuschauern Platz und verfügte weder über Innengänge noch Rampen.
Um 1883 begann der Maler Raphael Ritz in Martigny mit archäologischen Ausgrabungen. Diese wurden jedoch erst 1978 in grösserem Stil fortgesetzt, als das Gelände durch die Schweizerische Eidgenossenschaft erworben wurde. 1991 wurde das Amphitheater zur 700-Jahre-Jubiläumsfeier der Eidgenossenschaft mit Arthur Honeggers Oratorium Nicolas de Flue eingeweiht. Heute ist es unter anderem Austragungsort von Open-Air-Kinovorführungen im Sommer und von Kuhkämpfen.